# Prostřední vrch (Orlické hory)
Prostřední vrch (německy Mittelberg) je vrchol v České republice ležící v pohoří Orlické hory a na území přírodního parku Suchý vrch - Buková hora.

## Poloha
Prostřední vrch se nachází v jihovýchodním cípu Orlických hor zvaném Bukovohorská hornatina asi 1,5 km na jih od jejího nejvyššího vrcholu Suchého vrchu, 6,5 km jihozápadně od města Králíky a 7 km východně od města Jablonné nad Orlicí. Je součástí hlavního hřebenu Bukovohorské hornatiny. Od sousedního Suchého vrchu jej odděluje sedlo Hvězda a od Jeřábu Červenovodské sedlo, kterým prochází silnice I/11.

## Geomorfologické zařazení
Prostřední vrch se nachází v geomorfologickém celku Orlické hory, podcelku Bukovohorská hornatina, okrsku Orličský hřbet a podokrsku Suchovršský hřbet.

## Vodstvo
Západní svah Prostředního vrchu je odvodňován Orličským potokem, levým přítokem Tiché Orlice a východní svah pravými přítoky říčky Březné. Přes vrchol Prostředního vrchu prochází hlavní evropské rozvodí Severního a Černého moře.

## Vegetace
Prostřední vrch je porostlý téměř výhradně a souvisle smrčinami, v nižších polohách se v blízkosti osídlení rozprostírají louky.

## Turistika
Přes vrchol Prostředního vrchu vede zeleně značená turistická trasa KČT 4234 Suchý vrch - Buková hora a zeleně značená běžkařská trať Buková hora - Mladkov a Lichkov. Po západním úbočí v nevelké vzdálenosti od vrcholu vede silnice z Červenovodského sedla k rozhledně na Suchém vrchu. Sedlem Hvězda prochází červeně značená Jiráskova cesta.